# XPCOM
XPCOM(Cross Platform Component Object Model)은 모질라의 크로스 플랫폼 컴포넌트 모델이다. 이는 마이크로소프트 COM(컴포넌트 오브젝트 모델) 및 CORBA(공통 객체 요구 매개자 구조)와 유사하다. 이는 다중 언어 바인딩 및 IDL(인터페이스 정의 언어) 설명을 제공한다. 따라서 프로그래머는 자신의 사용자 정의 기능을 프레임워크에 연결하고 이를 다른 구성 요소와 연결할 수 있다.
XPCOM의 가장 두드러진 사용은 모질라 파이어폭스 웹 브라우저 내에서이다. 내부 구성 요소 중 다수는 XPCOM 인터페이스를 통해 상호 작용한다. 또한 파이어폭스는 추가 기능의 광범위한 XPCOM 액세스를 허용했지만 이는 2017년에 제거되고 덜 허용적인 WebExtensions API로 대체되었다. (파이어폭스의 두 포크는 여전히 XPCOM 추가 기능인 페일 문과 바실리스크/Basilisk를 지원한다.)

## 모델
XPCOM은 모질라 애플리케이션 환경을 실제 프레임워크로 만드는 주요 요소 중 하나이다. 크로스 플랫폼 소프트웨어 개발자에게 다음 기능을 제공하는 개발 환경이다.
- 구성요소 관리
- 파일 추상화
- 객체 메시지 전달
- 메모리 관리